# San Martín del Río
San Martín del Río – gmina w Hiszpanii, w prowincji Teruel, w Aragonii, o powierzchni 16,58 km². W 2011 roku gmina liczyła 191 mieszkańców.